# Battle Raper 2
Battle Raper 2 è un videogioco giapponese, il secondo della serie Battle Raper. È un gioco di combattimento tridimensionale con l'abilità aggiunta di poter svestire le avversarie colpo dopo colpo. La storia non ha relazioni con il gioco precedente, e non c'è violenza sessuale anche se il titolo sembrerebbe affermarlo. In questo gioco esiste anche l'opzione per modificare i vestiti e le armi dei personaggi.

## Il gioco
- Modalità storia (Story mode)

Nella modalità storia devi combattere contro mostri e personaggi femminili. Con te c'è uno dei personaggi femminili che ti accompagna mentre esplori l'isola. Alla fine del gioco sei accompagnato da tutte e sei le ragazze.
- Modalità libera (Free mode)

Si combatte contro il computer. vinci dieci combattimenti con lo stesso personaggio per ottenere nuovi vestiti.
- Vs 2 player

Permette di combattere con un amico.
- Extra

La "modalità tocco" (touch mode) permette di guarire i personaggi feriti. Curandoli nella giusta sequenza si ottengono nuovi vestiti.
La "modalità replay" (replay mode) permette di copulare con i personaggi dei quali si è conclusa la storia.